# Liste der Naturdenkmale in Dresden
Diese Liste enthält alle Naturdenkmale in Dresden (Stand Mai 2023). Namen und Nummern entsprechen den amtlichen Bezeichnungen.

## Naturdenkmale
| ND Nr. | Bezeichnung                                              | Schutzgüter (Auswahl)                                                       | Gemarkung                 | Größe                                                                 | Bild             |
| ------ | -------------------------------------------------------- | --------------------------------------------------------------------------- | ------------------------- | --------------------------------------------------------------------- | ---------------- |
| 1      | Buchenaltholz am Eisenbornbach                           | Biotop (naturnahe Waldgesellschaft, hoher Rotbuchenanteil am Eisenbornbach) | Dresdner Heide (Lage)     | 1,7 ha                                                                | (weitere Bilder) |
| 2      | Oberer Stechgrund                                        | Flora (seltene Arten)                                                       | Dresdner Heide (Lage)     | 0,5 ha                                                                | (weitere Bilder) |
| 3      | Ullersdorfer Dorfwasser                                  | Flora (seltene Arten)                                                       | Dresdner Heide (Lage)     | 5,0 ha                                                                | (weitere Bilder) |
| 4      | Altarme der Prießnitz                                    | Flora (seltene Arten)                                                       | Dresdner Heide (Lage)     | 3,0 ha                                                                | (weitere Bilder) |
| 5      | Saugarten-Moor                                           | Biotop (Moor)                                                               | Dresdner Heide (Lage)     | 2,4 ha                                                                | (weitere Bilder) |
| 6      | Prießnitz-Wasserfall und Uferhänge                       | Flora (seltene Arten)                                                       | Dresdner Heide (Lage)     | 2,1 ha                                                                | (weitere Bilder) |
| 7      | Böses Loch                                               | Flora (seltene Arten)                                                       | Dresdner Heide (Lage)     | 2,2 ha                                                                | (weitere Bilder) |
| 8      | Ziegeleigrube Prohlis (1973–2014)                        | aufgegangen im NSG Ziegeleigruben Prohlis und Torna                         |                           |                                                                       |                  |
| 9      | Läusebusch im Nöthnitzgrund                              | Fauna und Flora (artenreich, geschützte Arten)                              | Gostritz (Lage)           | 2,4 ha                                                                | (weitere Bilder) |
| 10     | Bienertwiese                                             | Flora (artenreich, seltene Art)                                             | Plauen                    | 0,7 ha                                                                | (weitere Bilder) |
| 11     | Felsenkeller                                             | Flora (artenreich, seltene Art)                                             | Plauen                    | 0,8 ha                                                                | (weitere Bilder) |
| 12     | Felshänge Heidenschanze                                  | Flora (artenreiche, seltene Art)                                            | Coschütz                  | 1,9 ha                                                                | (weitere Bilder) |
| 13     | Gewässer am Hohen Stein                                  | Fauna (Amphibien)                                                           | Plauen                    | 0,3 ha                                                                | (weitere Bilder) |
| 14     | Begerburg                                                | Flora (artenreich, seltene Art)                                             | Dölzschen                 | 0,7 ha                                                                | (weitere Bilder) |
| 15     | Eisenhammer                                              | Flora (artenreich, seltene Arten)                                           | Dölzschen                 | 3,2 ha                                                                |                  |
| 16     | Elblachen bei Stetzsch                                   | Fauna und Flora (seltene und gefährdete Arten)                              | Stetzsch (Lage)           | 4,4 ha                                                                | (weitere Bilder) |
| 17     | Pillnitzer Landstraße 77                                 | Baumgruppe (dendrologische Sammlung)                                        | Loschwitz                 | 0,6 ha                                                                | (weitere Bilder) |
| 18     | Magerwiese am Wasserwerk Tolkewitz                       | Flora (typische Glatthaferwiese)                                            | Tolkewitz (Lage)          | 4,9 ha                                                                | (weitere Bilder) |
| 19     | Oltersteine                                              | Geologie (tertiäre Knollensteine)                                           | Wilschdorf (Lage)         | 0,1 ha                                                                | (weitere Bilder) |
| 20     | Bruchwände und Muschelfelsen Coschütz                    | Geologie (Muschelfelsen)                                                    | Coschütz                  | 0,6 ha                                                                | (weitere Bilder) |
| 21     | Felskegel Hoher Stein                                    | Geologie (kreidezeitliche Brandungsklippe)                                  | Plauen (Lage)             | 0,1 ha                                                                | (weitere Bilder) |
| 22     | Plänermergelaufschluß Ziegeleigrube Torna (bis 2014)     | aufgegangen im NSG Ziegeleigruben Prohlis und Torna                         |                           |                                                                       |                  |
| 23     | Ehemaliger Ratssteinbruch Dölzschen                      | Geologie (Kontakt Kreidezeit/Karbon)                                        | Dölzschen (Lage)          | 2,1 ha                                                                | (weitere Bilder) |
| 24     | Rehwiese Bühlau                                          | Flora (seltene und geschützte Arten)                                        | Dresdner Heide (Lage)     | 0,7 ha                                                                | (weitere Bilder) |
| 25     | Olterteich                                               | Fauna und Flora (Amphibien, artenreich)                                     | Wilschdorf (Lage)         | 1,6 ha                                                                | (weitere Bilder) |
| 26     | Platane Albertplatz                                      | Baum (Ahornblättrige Platane)                                               | Neustadt (Lage)           | Höhe 25 m; Umfang 3,30 m                                              | (weitere Bilder) |
| 27     | Eiche Fetscherplatz                                      | Baum (Quercus lyrata)                                                       | Altstadt II (Lage)        | Höhe 25 m; Umfang 3,35 m                                              | (weitere Bilder) |
| 28     | Eisenholzbaum Mozartstraße                               | Baum (Parrotia persica)                                                     | Strehlen (Lage)           | Höhe 12 m; Umfang 1,40 m                                              | (weitere Bilder) |
| 29     | Stiel-Eiche Bärnsdorfer Straße                           | Baum (Stiel-Eiche)                                                          | Neustadt (Lage)           | Höhe 25 m; Umfang 4,45 m                                              | (weitere Bilder) |
| 30     | Stiel-Eiche Döbelner Straße 24                           | Baum (Stiel-Eiche)                                                          | Trachenberge (Lage)       | Höhe 20 m; Umfang 5,20 m                                              |                  |
| 31     | Sommerlinde Kirchhof Altkaditz                           | Baum (Sommer-Linde)                                                         | Kaditz (Lage)             |                                                                       | (weitere Bilder) |
| 32     | Kiefer Dresdner Heide                                    | Baum (Gemeine Kiefer)                                                       | Dresdner Heide (Lage)     | Höhe 25 m; Umfang 2,75 m                                              | (weitere Bilder) |
| 33     | Fingerblättrige Rosskastanie Volkspark Räcknitz          | Baum (Gemeine Rosskastanie) (Sorte)                                         | Räcknitz (Lage)           | Höhe 20 m; Umfang 3,05 m                                              | (weitere Bilder) |
| 34     | Blutbuche Naumannstraße 3                                | Baum (Blutbuche)                                                            | Blasewitz (Lage)          | Höhe 25 m; Umfang 5,35 m                                              | (weitere Bilder) |
| 35     | Stieleichen Hüblerstraße                                 | Baumgruppe (2 Stiel-Eichen)                                                 | Blasewitz (Lage)          | Höhe 23 m; Umfang 4,65/4,80 m                                         | (weitere Bilder) |
| 36     | Berg-Hemlocktanne Käthe-Kollwitz-Ufer 91                 | Baum (Berg-Hemlocktanne)                                                    | Blasewitz (Lage)          | Höhe 12 m; Umfang 1 m                                                 | (weitere Bilder) |
| 37     | Glatthaferwiese am Elbufer Johannstadt                   | Flora (artenreich)                                                          | Altstadt II (Lage)        | 4,0 ha                                                                | (weitere Bilder) |
| 38     | Glatthaferwiese im Ostragehege                           | Flora (Gesellschaft: typische Glatthaferwiese)                              | Friedrichstadt (Lage)     | 5,0 ha                                                                | (weitere Bilder) |
| 39     | Pieschener Allee                                         | Fauna und Flora (artenreich, seltene und geschützte Arten)                  | Friedrichstadt (Lage)     | 4,7 ha                                                                | (weitere Bilder) |
| 40     | Halbtrockenrasen an der Flutrinne Mickten/Kaditz         | Flora (artenreich)                                                          | Kaditz, Mickten (Lage)    | 4,0 ha                                                                | (weitere Bilder) |
| 41     | Waldbestand Neuländer Straße                             | Flora (Gesellschaft: naturnaher Eichen-Kiefernwald, Sandtrockenrasen)       | Trachau (Lage)            | 3,7 ha                                                                | (weitere Bilder) |
| 42     | Feuchtwiese am Lößnitzweg                                | Flora (seltene Arten)                                                       | Wilschdorf                | 1,9 ha                                                                | (weitere Bilder) |
| 43     | Wiesen an der Radeburger Straße                          | Fauna und Flora (gefährdete Arten)                                          | Hellerau (Lage)           | 4,3 ha                                                                | (weitere Bilder) |
| 44     | Milanwäldchen Rähnitz                                    | Fauna (geschützte Art)                                                      | Hellerau (Rähnitz) (Lage) | 0,4 ha                                                                | (weitere Bilder) |
| 45     | Hellerauer Teichwiesen                                   | Fauna und Flora (Amphibien, seltene Arten)                                  | Hellerau (Lage)           | 3,1 ha                                                                | (weitere Bilder) |
| 46     | Hellerauer Seewiesen                                     | Fauna (Amphibien und Reptilien)                                             | Hellerau                  | 1,5 ha                                                                | (weitere Bilder) |
| 47     | Kurwiese Klotzsche                                       | Fauna (Amphibien und Reptilien)                                             | Dresdner Heide (Lage)     | 3,4 ha                                                                | (weitere Bilder) |
| 48     | Steinbruch am Mordgrund                                  | Fauna (Fledermäuse)                                                         | Dresdner Heide (Lage)     | 0,9 ha                                                                | (weitere Bilder) |
| 49     | Wiesen und Teich an der Quohrener Straße                 | Fauna und Flora (Amphibien, artenreich)                                     | Bühlau (Lage)             | 1,6 ha                                                                | (weitere Bilder) |
| 50     | Garten mit Trockenmauer, An der Berglehne                | Fauna (seltene Art)                                                         | Loschwitz (Lage)          | 0,4 ha                                                                | (weitere Bilder) |
| 51     | Pappelwäldchen Loschwitz                                 | Fauna (artenreich)                                                          | Loschwitz (Lage)          | 4,5 ha                                                                | (weitere Bilder) |
| 52     | Eichen am Schöpsdamm                                     | Baumgruppe (Stiel-Eiche)                                                    | Pillnitz (Lage)           | 2,4 ha                                                                | (weitere Bilder) |
| 53     | Tornaer Lehmgruben (bis 2014)                            | aufgegangen im NSG Ziegeleigruben Prohlis und Torna                         |                           |                                                                       | Lehmgrube        |
| 54     | Hangwiese am Heiligen Born                               | Flora (artenreich)                                                          | Leubnitz-Neuostra         | 1,0 ha                                                                | (weitere Bilder) |
| 55     | Alte Ziegelei Gostritz                                   | Fauna (Amphibien)                                                           | Gostritz (Lage)           | 4,5 ha                                                                | (weitere Bilder) |
| 56     | Magerrasen Gostritz                                      | Flora (Gesellschaft: Kalk-Trockenrasen)                                     | Gostritz (Lage)           | 1,7 ha                                                                | (weitere Bilder) |
| 57     | Tiefe Börner Mockritz                                    | Fauna und Flora (seltene und geschützte Arten)                              | Mockritz                  | 1,8 ha                                                                | (weitere Bilder) |
| 58     | Apfelbaum Bellingrathstraße 1                            | Baum (Kulturapfel)                                                          | Tolkewitz (Lage)          | Höhe 12 m; Umfang 2,25 m                                              | (weitere Bilder) |
| 59     | Säuleneiche Schule Mockritzer Straße                     | Baum (Säuleneiche)                                                          | Strehlen                  |                                                                       | (weitere Bilder) |
| 60     | Linden am Augustusweg                                    | Baumgruppe                                                                  | Hellerberge (Lage)        |                                                                       | (weitere Bilder) |
| 61     | Eiche an der Rankestraße                                 | Baum (Stiel-Eiche)                                                          | Kaditz                    | Höhe 20 m; Umfang 3,55 m                                              | (weitere Bilder) |
| 62     | Rotbuche Tännichtstraße                                  | Baum (Rotbuche)                                                             | Rochwitz (Lage)           | Höhe 5 m; Umfang 4,55 m                                               | (weitere Bilder) |
| 63     | Lärchen an der Nußallee                                  | Baum (Lärche, Rest eines ND von 1938)                                       | Hosterwitz (Lage)         |                                                                       | (weitere Bilder) |
| 64     | Altwässer der Elbe bei der Gohliser Windmühle            | Fauna und Flora (seltene und gefährdete Arten)                              | Obergohlis                | 2,2 ha                                                                | (weitere Bilder) |
| 65     | Erdumschichtung senkrechter Pläner                       | Geologie (Plänerschleppung)                                                 | Niederwartha (Lage)       | 0,1 ha                                                                | (weitere Bilder) |
| 66     | Rotbuche hinter dem Weißen Schloß                        | Baum (Rotbuche)                                                             | Cossebaude (Lage)         | Höhe 35 m; Umfang 6,55 m                                              | (weitere Bilder) |
| 67     | „Fünf Brüder“ Oberwartha                                 | Baumgruppe (Edelkastanie)                                                   | Oberwartha (Lage)         |                                                                       | (weitere Bilder) |
| 68     | Dorflinde Oberwartha, Fritz-Arndt-Platz                  | Baum                                                                        | Oberwartha (Lage)         | Höhe 23 m; Umfang 5,60 m                                              | (weitere Bilder) |
| 69     | „Politische Buche“ Kleditschgrund                        | Geschichte (historische Einritzungen)                                       | Niederwartha (Lage)       | Höhe 25 m; Umfang 4,05 m                                              | (weitere Bilder) |
| 70     | Schelsteich                                              | Fauna und Flora (Amphibien, seltene Arten)                                  | Weixdorf                  | 2,0 ha                                                                | (weitere Bilder) |
| 71     | Salweiden-Feuchtgebiet nördlich Marsdorf                 | Fauna und Flora (seltene und geschützte Arten)                              | Marsdorf                  | 2,0 ha Anteil                                                         | (weitere Bilder) |
| 72     | Rieseneiche im Sauerbusch                                | Baum (Stiel-Eiche)                                                          | Dresdner Heide (Lage)     | Höhe 14 m; Umfang 6,60 m                                              | (weitere Bilder) |
| 73     | Quellteich Langebrück                                    | Biotop (Moor)                                                               | Langebrück                | 0,5 ha                                                                | (weitere Bilder) |
| 74     | Stiel-Eichen am Steinkreuz                               | Baumgruppe (2 Stiel-Eichen)                                                 | Weißig (Lage)             | Höhe 18 m; Umfang 3,25/3,55 m                                         | (weitere Bilder) |
| 75     | Hutberg mit Steinbruch                                   | Biotop (Mosaik geschützter Biotoptypen), Geologie (Porphyrit)               | Weißig (Lage)             | 5,0 ha                                                                | (weitere Bilder) |
| 76     | Unterer Kleinteich am Prießnitz-Oberlauf                 | Fauna (Amphibien)                                                           | Weißig                    | 2,5 ha                                                                | (weitere Bilder) |
| 77     | Nixenteich Schullwitz                                    | Fauna und Flora (seltene und geschützte Arten)                              | Schullwitz (Lage)         | 1,2 ha                                                                | (weitere Bilder) |
| 78     | Hänge-Buchen im Helfenberger Park                        | Baumgruppe (2 Hängebuchen)                                                  | Helfenberg (Lage)         | Höhe 20 m; Umfang 3,90/4,35 m                                         | (weitere Bilder) |
| 79     | Gamighübel                                               | Geologie (kreidezeitliche Brandungsklippe)                                  | Kauscha (Lage)            | 2,2 ha                                                                | (weitere Bilder) |
| 80     | Stiel-Eiche Kauscha                                      | Baum (Stiel-Eiche)                                                          | Kauscha (Lage)            | Höhe 25 m; Umfang 4,95 m                                              | (weitere Bilder) |
| 81     | Dorflinde Ockerwitz                                      | Baum (Linde)                                                                | Ockerwitz (Lage)          | Höhe 22 m; Umfang 3,70 m                                              | (weitere Bilder) |
| 82     | Weiße Maulbeere Georgplatz                               | Baum (Weiße Maulbeere)                                                      | Altstadt I (Lage)         | Höhe 18 m; Umfang 2,90 m                                              | (weitere Bilder) |
| 83     | Flatter-Ulme Altübigau                                   | Baum (Flatterulme)                                                          | Übigau                    | Höhe 20 m; Umfang 3,10 m                                              | (weitere Bilder) |
| 84     | Stiel-Eiche Marsdorfer Straße                            | Baum (Stiel-Eiche)                                                          | Klotzsche                 | Höhe 22 m; Umfang 3,20 m                                              | (weitere Bilder) |
| 85     | Stiel-Eiche Dorfplatz Oberpoyritz                        | Baum (Stiel-Eiche)                                                          | Oberpoyritz               | Höhe 25 m; Umfang 4,30 m                                              | (weitere Bilder) |
| 86     | Stiel-Eiche Wasaplatz                                    | Baum (Stiel-Eiche)                                                          | Strehlen (Lage)           | Höhe 20 m; Umfang 3,65 m                                              | (weitere Bilder) |
| 87     | Stiel-Eiche Quohrener Straße                             | Baum (Stiel-Eiche)                                                          | Bühlau (Lage)             | Höhe 25 m; Umfang 4,00 m                                              | (weitere Bilder) |
| 88     | Luther-Eiche auf dem Teichplatz Kleinluga                | Baum (Stiel-Eiche)                                                          | Kleinluga (Lage)          | Höhe 20 m; Umfang 4,10 m                                              | (weitere Bilder) |
| 89     | Winter-Linde Laubegaster Ufer (bei Nr. 17)               | Baum (Winter-Linde)                                                         | Laubegast (Lage)          | Höhe 20 m; Umfang 3,90 m                                              | (weitere Bilder) |
| 90     | Eichen Striesener Straße                                 | Baumgruppe (2 Klettenfrüchtige Eichen)                                      | Altstadt II               | Höhe 18 m; Umfang 2,30/2,60 m                                         | (weitere Bilder) |
| 91     | Eichen Pohlandstraße                                     | Baumgruppe, Allee (Eichen)                                                  | Striesen (Lage)           |                                                                       | (weitere Bilder) |
| 92     | Platanen-Allee Bremer Straße                             | Baumgruppe, Allee (Platane)                                                 | Friedrichstadt (Lage)     |                                                                       | (weitere Bilder) |
| 93     | Rosskastanien-Allee Blüherstraße                         | Baumgruppe, Allee (Rosskastanie)                                            | Altstadt I (Lage)         |                                                                       | (weitere Bilder) |
| 94     | Flatter-Ulmen Sachsenplatz                               | Baumgruppe (Flatterulmen)                                                   | Altstadt II (Lage)        |                                                                       | (weitere Bilder) |
| 95     | Scharlach-Weißdornbäume Heubnerstraße                    | Baumgruppe, Allee (Scharlachdorn)                                           | Striesen                  |                                                                       | (weitere Bilder) |
| 96     | Zerr-Eichen Liststraße                                   | Baumgruppe, Allee (Zerr-Eiche)                                              | Neustadt (Lage)           |                                                                       | (weitere Bilder) |
| 97     | Krim-Linden Wallotstraße                                 | Baumgruppe, Allee (Krim-Linde)                                              | Altstadt II (Lage)        |                                                                       | (weitere Bilder) |
| 98     | Eichen Kipsdorfer Straße                                 | Baumgruppe, Allee (Zweifarbige Eiche)                                       | Tolkewitz (Lage)          |                                                                       | (weitere Bilder) |
| 99     | Schnurbaum-Allee Dr.-Külz-Ring                           | Baumgruppe, Allee (Schnurbaum)                                              | Altstadt I (Lage)         |                                                                       | (weitere Bilder) |
| 100    | Ginkgos Bachstraße                                       | Baumgruppe, Allee (Ginkgo)                                                  | Neustadt (Lage)           |                                                                       | (weitere Bilder) |
| 101    | Ginkgos Hans-Sachs-Straße                                | Baumgruppe, Allee (Ginkgo)                                                  | Pieschen (Lage)           |                                                                       | (weitere Bilder) |
| 102    | Straßenbäume der Pieschener Allee                        | Baumgruppe, Allee (verschiedene Linden)                                     | Friedrichstadt (Lage)     |                                                                       | (weitere Bilder) |
| 103    | Rosskastanien Marschnerstraße                            | Baumgruppe, Allee (Aesculus flava, Aesculus pavia)                          | Altstadt II (Lage)        |                                                                       | (weitere Bilder) |
| 104    | Linde hinter dem Rump’schen Gut Ockerwitz                | Baum (Linde)                                                                | Ockerwitz (Lage)          | Höhe 18 m; Umfang 3,45 m                                              | (weitere Bilder) |
| 105    | Berg-Ahorn am Wachwitzgrund                              | Baum (Berg-Ahorn)                                                           | Gönnsdorf (Lage)          | Höhe 25 m; Umfang 5,15 m                                              | (weitere Bilder) |
| 106    | „Dohna-Eiche“ Lausa                                      | Baum (Stiel-Eiche)                                                          | Lausa (Lage)              | Höhe 20 m; Umfang 3,85 m                                              | (weitere Bilder) |
| 107    | Eiche am Brauteich                                       | Baum (Stiel-Eiche)                                                          | Langebrück (Lage)         | Höhe 22 m; Umfang 4,70 m                                              | (weitere Bilder) |
| 108    | Rotbuche Dresdner Heide                                  | Baum (Rotbuche)                                                             | Dresdner Heide (Lage)     | Höhe 35 m; Umfang 5,70 m                                              | (weitere Bilder) |
| 109    | Kornelkirsche Döbelner Straße                            | Baum (Kornelkirsche)                                                        | Trachenberge (Lage)       | Höhe 8 m, Umfang bis 0,7 m                                            |                  |
| 110    | Spitz-Ahorn Marsdorf (hinter dem Creutz-Gut)             | Baum (Spitzahorn)                                                           | Marsdorf (Lage)           | Höhe 12 m; Umfang 3,00 m                                              | (weitere Bilder) |
| 111    | Japanischer Flieder Gustav-Freytag-Straße 30             | Baum (Syringa reticulata)                                                   | Blasewitz (Lage)          | Höhe 7 m; Umfang 0,9 m                                                | (weitere Bilder) |
| 112    | Linde Klostergut Oberwartha                              | Baum (Sommer-Linde)                                                         | Oberwartha                | Höhe 25 m; Umfang 5,60 m                                              | (weitere Bilder) |
| 113    | Bläulingswiese am Wasserwerk Tolkewitz                   | Fauna (seltene und geschützte Art)                                          | Tolkewitz (Lage)          | 4,93 ha                                                               | (weitere Bilder) |
| 114    | Sommer-Linde Dresdner Straße 30                          | Baum (Sommer-Linde)                                                         | Langebrück                |                                                                       | (weitere Bilder) |
| 116    | Stiel-Eiche Hohle Gasse                                  | Baum (Stiel-Eiche)                                                          | Hellerau                  |                                                                       | (weitere Bilder) |
| 117    | Kolorado-Tanne Fritz-Schreiter-Straße 13                 | Baum (Kolorado-Tanne) existiert nicht mehr                                  | Sporbitz (Lage)           |                                                                       | (weitere Bilder) |
| 118    | Apfelbaum „Schafsnase“, Flurstück 297/1, Grundstraße 146 | Baum (Apfelbaum)                                                            | Bühlau (Lage)             | Umfang: 2,40 m                                                        | (weitere Bilder) |
| 119    | Nordmanns-Tanne Am Kesselgrund 3                         | Baum (Nordmanns-Tanne)                                                      | Kaditz                    |                                                                       | (weitere Bilder) |
| 120    | Schwarz-Kiefer Bergerstraße 10                           | Baum (Schwarz-Kiefer)                                                       | Langebrück                |                                                                       | (weitere Bilder) |
| 121    | Säulen-Pappeln Birkenhainer Straße 7                     | Baum (Säulen-Pappeln)                                                       | Cotta                     |                                                                       | (weitere Bilder) |
| 122    | Drei Eiben Blochmannstraße 2                             | Baum (Drei Eiben)                                                           | Altstadt I (Lage)         |                                                                       | (weitere Bilder) |
| 123    | Seidenakazie Elsasser Straße 11                          | Baum (Seidenakazie)                                                         | Altstadt II (Lage)        |                                                                       | (weitere Bilder) |
| 124    | Küsten-Tanne Freischützstraße 25                         | Baum (Küsten-Tanne)                                                         | Kleinzschachwitz (Lage)   | Höhe: ca. 28–32 m                                                     | (weitere Bilder) |
| 125    | Birnbaum Friebelstraße                                   | Baum (Birnbaum)                                                             | Gostritz (Lage)           | Umfang: 3,05 m                                                        | (weitere Bilder) |
| 126    | Japanische Hemlocktannen                                 | Baum (Nordjapanische Hemlocktannen)                                         | Langebrück                |                                                                       | (weitere Bilder) |
| 127    | Eibe Hohe Straße 125                                     | Baum (Eibe)                                                                 | Plauen                    |                                                                       | (weitere Bilder) |
| 128    | Säulen-Pappel Kesselsdorfer Straße 235                   | Baum (Säulen-Pappel)                                                        | Gorbitz                   |                                                                       | (weitere Bilder) |
| 129    | Walnussbaum Kipsdorfer Straße 171                        | Baum (Walnussbaum)                                                          | Tolkewitz (Lage)          |                                                                       | (weitere Bilder) |
| 130    | Schwarz-Kiefer Kleinzschachwitzer Ufer 82                | Baum (Schwarz-Kiefer)                                                       | Kleinzschachwitz (Lage)   |                                                                       | (weitere Bilder) |
| 131    | Flatter-Ulme Königsbrücker Straße 49                     | Baum (Flatter-Ulme)                                                         | Neustadt (Lage)           |                                                                       | (weitere Bilder) |
| 132    | Schwarz-Pappeln Laubegaster Ufer 1                       | Baum (Zwei Schwarz-Pappeln)                                                 | Laubegast (Lage)          |                                                                       | (weitere Bilder) |
| 133    | Schwarz-Kiefer Laubegaster Ufer 39                       | Baum (Schwarz-Kiefer)                                                       | Laubegast (Lage)          |                                                                       | (weitere Bilder) |
| 134    | Säulen-Pappel Leeraue 10                                 | Baum (Säulen-Pappel)                                                        | Hellerau (Lage)           |                                                                       | (weitere Bilder) |
| 135    | Eibe Lochmühlenweg Oberwartha                            | Baum (Eibe)                                                                 | Oberwartha (Lage)         |                                                                       |                  |
| 136    | Schwarz-Pappel am Lockwitzbach                           | Baum (Schwarz-Pappel)                                                       | Niedersedlitz (Lage)      |                                                                       | (weitere Bilder) |
| 137    | Mammutbaum Meußlitzer Straße 134                         | Baum (Riesenmammutbaum)                                                     | Meußlitz (Lage)           |                                                                       | (weitere Bilder) |
| 138    | Stiel-Eiche Eulerstraße                                  | Baum (Stiel-Eiche)                                                          | Trachau                   |                                                                       | (weitere Bilder) |
| 139    | Weymouths-Kiefer Sebastian-Bach-Straße 2                 | Baum (Weymouths-Kiefer)                                                     | Blasewitz (Lage)          |                                                                       | (weitere Bilder) |
| 140    | Schwarzerdevorkommen Torna                               | Paläoboden (Schwarzerde)                                                    | Torna                     | 0,92 ha                                                               | (weitere Bilder) |
| 141    | Eiben Tolkewitzer Straße 30                              | Baum (Zwei Eiben)                                                           | Blasewitz (Lage)          |                                                                       | (weitere Bilder) |
| 142    | Spanische Tanne Wittenstraße 1                           | Baum (Spanische Tanne)                                                      | Leubnitz-Neuostra (Lage)  |                                                                       | (weitere Bilder) |
| 144    | Feldweg Marsdorf–Medingen                                | historische Landnutzung, typische Gehölze                                   | Marsdorf, Medingen (Lage) | 1,1 ha                                                                | (weitere Bilder) |
| 168    | Zerr-Eiche Trinitatisplatz                               | Baum (Zerr-Eiche) (Quercus cerris)                                          | Johannstadt (Lage)        | Umfang: >4 m, Stammdurchmesser: 122 cm, Höhe: 20 m, Alter: 134 (2024) |                  |
| 169    | Kaukasus-Fichte Keppgrundstraße                          | Baum (Kaukasus-Fichte)                                                      | Kleinzschachwitz          | Umfang: >2 m, Alter: >130 (2024)                                      |                  |